# Wirral
Wirral is een Engels district in het stedelijk graafschap (metropolitan county) Merseyside en telt 323.000 inwoners. De oppervlakte bedraagt 157 km².
Van de bevolking is 18,1% ouder dan 65 jaar. De werkloosheid bedraagt 4,3% van de beroepsbevolking (cijfers volkstelling 2001).
Het schiereiland Wirral wordt met Liverpool, dat aan de overzijde van de Mersey gelegen is, verbonden door middel van de Mersey Tunnels.

## Plaatsen in district Wirral
- Bebington
- Birkenhead
- Hoylake
- Wallasey

## Partnersteden
- Sibiu (Roemenië), sinds 1994

## Geboren in Wirral
- Roger Freeman (1942-2025), politicus
- Jimmy Cauty (1956), muzikant en kunstenaar
- Mike Dean (1968), voetbalscheidsrechter
- Steve Cummings (1981), wielrenner
- Niamh Charles (1999), voetbalster